# Matthiaskapelle (Wickrathhahn)

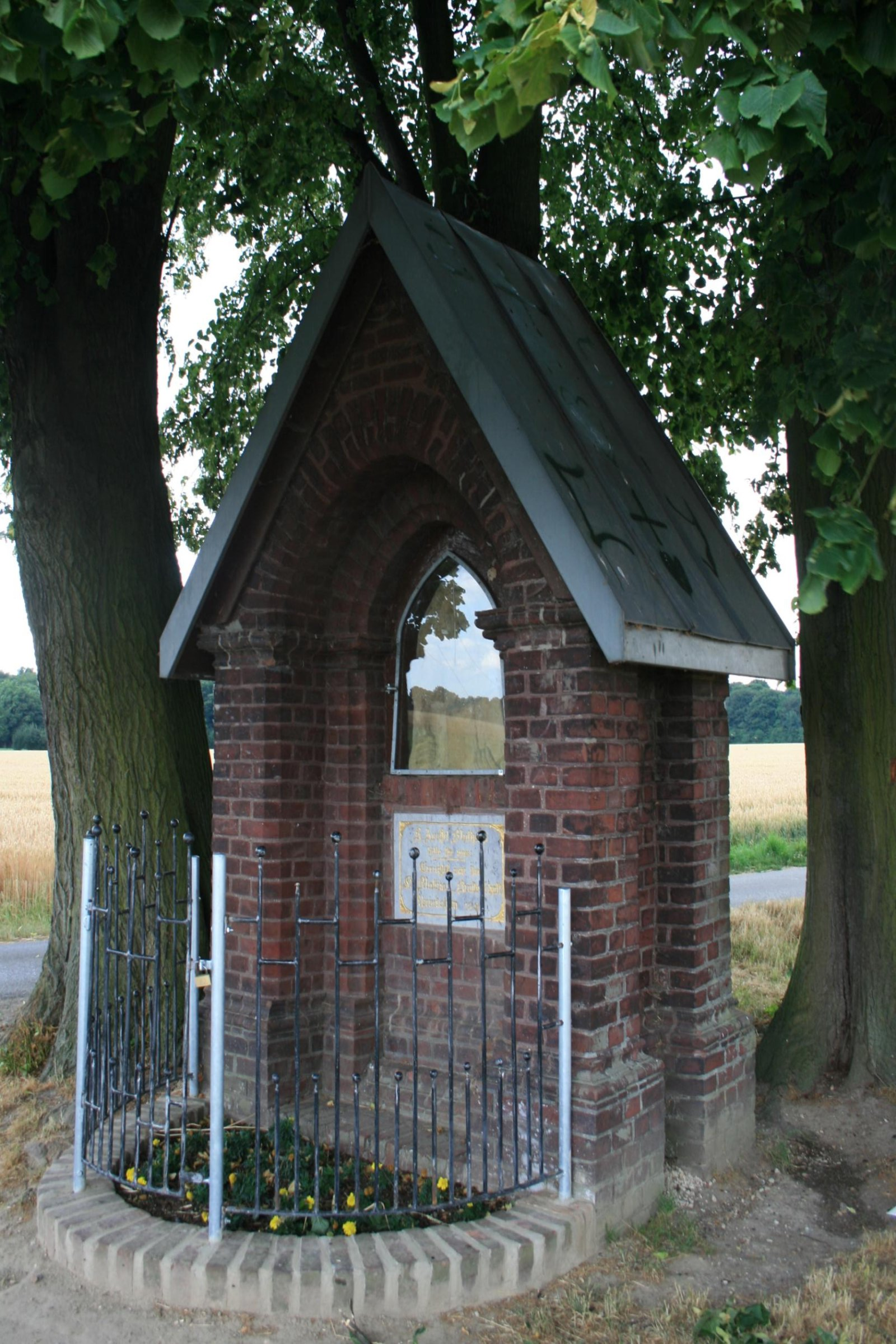
Matthiaskapelle (2010)

Die Matthiaskapelle  steht im Stadtteil Wickrathhahn in Mönchengladbach (Nordrhein-Westfalen), Priorshof 15.
Der Bildstock wurde Ende des 19. Jahrhunderts erbaut. Es wurde unter Nr. P 015 am 15. Dezember 1987 in die Denkmalliste der Stadt Mönchengladbach eingetragen.

## Lage
Das kleine Bauwerk liegt in der Feldflur nordwestlich des Priorshofes und westlich der Flur "An der Priorshecke" am Weg nach Baum und Mennrath.

## Architektur
Es handelt sich um einen freistehenden Bildstock in Form eines Breitpfeilers, gemauert aus dunkelroten Ziegelsteinen unter einem in moderner Zinkstehfalzdeckung eingedeckten Satteldach. Strebepfeilerartig vorgesetzte Baukörperecken mit zurückspringenden, sehr schmalen Wandflächen auf den Traufseiten prägen den auf rechteckiger Grundfläche errichteten Bildstock.
Ein flacher Sockel, der mit Ziegelformsteinen als Hohlkehlengesims abschließt, und ein umlaufendes, aus einer Reihe liegender Formsteine gebildetes Gurtgesims gliedern den Wandaufbau. Die nach Osten weisende Front verjüngt sich unter einem gestauchten Spitzbogen stufenartig und nimmt in einer tief liegenden Nische ein Sandsteinrelief auf, das den Hl. Matthias darstellt und hinter einem verglasten, modernen Flügelrahmen aus Metall verschlossen ist. In der darunterliegenden Wandfläche ist eine weiße Marmorplatte vermauert mit der Inschrift: H. Apostel Mathias bitte für uns! Errichtet von der St. Mathias-Bruderschaft 1882.
Dem Bildstock liegt ein halbrund ausgeformter, aus Ziegelsteinen gebildeter Mauerbogen vor, der ein modernes, schmiedeeisernes Gitter trägt und eine Beetbepflanzung schützt. Bis 2016 standen drei mächtige Linden um den Bildstock sowie eine Parkbank, die ein beliebter Rastplatz für Wanderer und Radfahrer war. Im August 2016 wurden die Linden gefällt.